# Alegeri prezidențiale în Ecuador, 2021
Alegeri prezidențiale vor fi susținute în Ecuador la 7 februarie 2021 pentru a-l alege pe următorul președinte al Ecuadorului pentru un mandat de cinci ani. Primul tur al alegerilor va coincide cu alegerile legislative ale țării. Președintele actual, Lenín Moreno, nu va putea candida în aceste alegeri.